# Penitenciaría Estatal de Río Piedras
La Penitenciaría Estatal de Río Piedras también conocida como la Penitenciaría de la isla de Puerto Rico o bien Oso Blanco, era un centro penitenciario ubicado en Río Piedras, una localidad de la isla caribeña de Puerto Rico un territorio dependiente de Estados Unidos. La institución abrió sus puertas en 1933 bajo el gobierno de James R. Beverley, y vino a sustituir a la prisión de Puerto Rico establecido por los españoles en el siglo XIX. En 2004, el Gobierno de Puerto Rico ordenó el desalojo de la cárcel estatal porque se consideró demasiado caro el reajustar la estructura a las normas de las instalaciones más nuevas y modernas.